# Атамекенський сільський округ (Панфіловський район)
Атамеке́нський сільський округ (каз. Атамекен ауылдық округі, рос. Атамекенский сельский округ) — адміністративна одиниця у складі Панфіловського району Жетисуської області Казахстану. Адміністративний центр — село Атамекен.
Населення — 11899 осіб (2021; 8298 у 2009, 7586 у 1999, 6067 у 1989).
Станом на 1989 рік існувала Хоргоська сільська рада (села Ават, Нижній Піджим, Піджим, Хоргос). До 2024 року сільський округ називався Піджимським.

## Склад
До складу округу входять такі населені пункти:
| Населений пункт | Населення, осіб (1989) | Населення, осіб (1999) | Населення, осіб (2009) | Населення, осіб (2021) |
| --------------- | ---------------------- | ---------------------- | ---------------------- | ---------------------- |
| Ават, село      | 866                    | 1133                   | 1374                   | 1464                   |
| Атамекен, село  | 4073                   | 4859                   | 5081                   | 8146                   |
| Интимак, село   | 733                    | 924                    | 968                    | 1141                   |
| Хоргос, село    | 395                    | 670                    | 875                    | 1148                   |